# ASHRAE
La American Society of Heating, Refrigerating and Air-Conditioning Engineers (traducibile in italiano come "Società americana degli ingegneri del riscaldamento, della refrigerazione e del condizionamento dell'aria"), meglio nota con l'acronimo ASHRAE, è un ente internazionale con sede a New York che si occupa di normative nei campi del riscaldamento, della ventilazione, del condizionamento dell'aria e della refrigerazione.
Fondata nel 1894, conta oltre 50.000 membri in tutto il mondo, raggruppando ingegneri, architetti, tecnici e professionisti specializzati nella progettazione e nella costruzione di sistemi di riscaldamento, condizionamento dell'aria e refrigerazione. L'associazione promuove ricerche scientifiche e offre programmi di istruzione nei campi tecnici summenzionati, oltre a sviluppare norme tecniche per migliorare la qualità dell'aria interna degli edifici e l'efficientamento energetico nell'ambito dello sviluppo sostenibile.

## Storia
L'ASHRAE fu costituita nel 1894 in un incontro di ingegneri a New York. La prima sede era situata al numero 345 della 47th Street. Dal 1895 tiene un incontro annuale. Fino al 1954 era nota come American Society of Heating and Ventilating Engineers  (ASHVE). Nel 1954 cambiò nome in American Society of Heating and Air-Conditioning Engineers (ASHAE). L'attuale nome e organizzazione derivano dalla fusione, nel 1959, tra ASHAE e American Society of Refrigerating Engineers (ASRE).
Sebbene la dizione contenga l'aggettivo "americana", l'ASHRAE è un'organizzazione di carattere globale che tiene eventi internazionali. Nel 2012 si è data un nuovo logo e un motto, Shaping Tomorrow's Built Environment Today. Al 2015 l'ASHRAE conta oltre 50.000 membri.

## Pubblicazioni
Il manuale dell'ASHRAE (inglese: ASHRAE Handbook) è un volume costituito da quattro tomi sul riscaldamento, il condizionamento dell'aria e la refrigerazione, disponibili in formato cartaceo ed elettronico. I tomi si intitolano Fundamentals, HVAC Applications, HVAC Systems and Equipment e Refrigeration. Ciascuno di essi è aggiornato con cadenza annuale.
ASHRAE pubblica anche una serie di normative e linee guida relative ai sistemi summenzionati e usate da ingegneri, architetti, tecnici e agenzie governative di tutto il mondo Questi standard sono periodicamente rivisti, aggiornati e pubblicati.

### Esempi di standard ASHRAE
- Standard 34 – Designation and Safety Classification of Refrigerants
- Standard 55 – Thermal Environmental Conditions for Human Occupancy
- Standard 62.1 – Ventilation for Acceptable Indoor Air Quality (versioni: 2001 e precedenti come la "62", 2004 o la "62.1")
- Standard 62.2 – Ventilation and Acceptable Indoor Air Quality in Low-Rise Residential Buildings
- Standard 90.1 – Energy Standard for Buildings Except Low-Rise Residential Buildings – IESNA è sponsor di tutti questi standard.
- Standard 135 – BACnet - A Data Communication Protocol for Building Automation and Control Networks
- Standard 189.1 – Standard for the Design of High Performance, Green Buildings Except Low-Rise Residential Buildings[11].

La società pubblica anche due riviste scientifiche, l'ASHRAE Journal, pubblicato con cadenza mensile, e l'High Performing Buildings Magazine, pubblicato con cadenza quadrimestrale. 
L'ASHRAE pubblica altresì i libri ASHRAE Transactions e International Journal of HVAC&R Research.